# Bandi

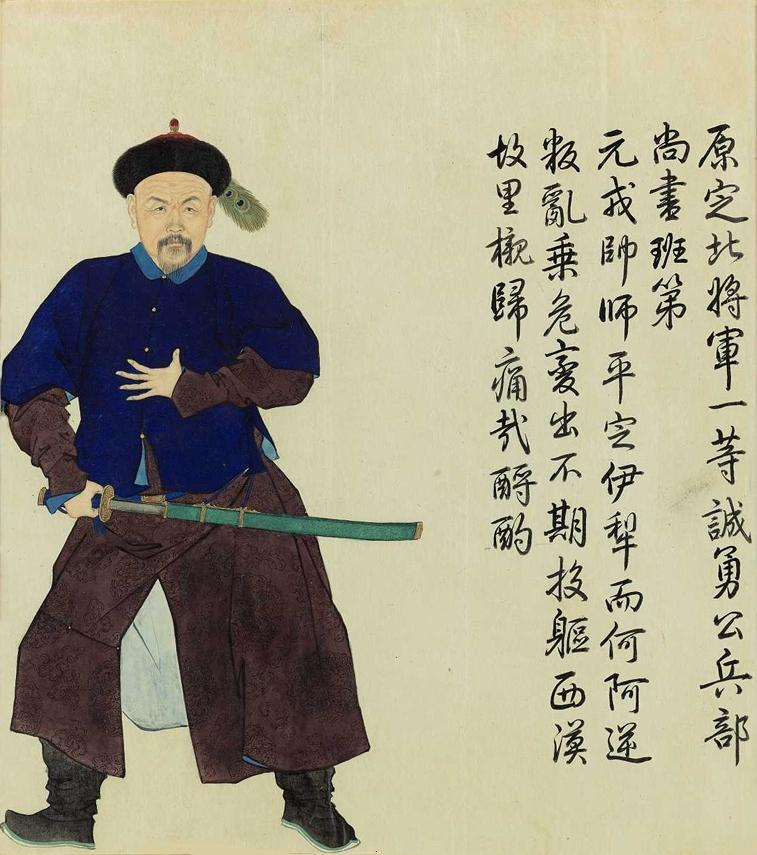
Generaal Bandi

Bandi (overleden 1756), ook wel Bande, was een generaal in dienst van de keizer Qianlong (1711-1799). Bande was afkomstig uit een Mongoolse familie die al sinds de periode van Hong Taiji (1592-1643) de Qing-dynastie diende. In de jaren voor 1750 was hij de gouverneur van de regio Kokonor.  
Na het oproer in Tibet in de dagen vanaf 11 november 1750 was hij de eerste vertegenwoordiger van keizer Qianlong die Lhasa met een persoonlijke escorte bereikte. Bij binnenkomst eiste hij de uitlevering van de opstandelingen. Na een kort verhoor met toepassing van foltering kondigde hij een gruwelijke executie van veertien opstandelingen af en de verbanning van anderen. Op 23 januari 1751 werden opstandelingen vermoord door middel van snijden in stukken en anderen onthoofd en hun hoofden op stangen aan het publiek getoond.
Tot en met 1752 bleef hij amban in Tibet. In 1755 is hij de opperbevelhebber van het Chinese leger in de campagne tegen Dawaci, de voorlaatste heerser van het kanaat Dzjoengarije. In 1756 leidde hij ook de militaire campagne tegen Amursana, de laatste heerser van het kanaat. Amursana wist in deze campagne een aantal malen een beslissende slag te ontwijken en te ontsnappen. Qianlong was daar zo ontevreden over, dat Bandi zelfmoord pleegde.